# Diplazium incomptum
Diplazium incomptum là một loài dương xỉ trong họ Athyriaceae. Loài này được Tagawa mô tả khoa học đầu tiên năm 1934.